# Nokia Lumia 610
Nokia Lumia 610 — смартфон, що виготовлений компанією Nokia та був анонсований 27 жовтня 2012 року під час проведення . Працює під управлінням операційної системи Windows Phone 7.5.

## Windows Phone 8
Microsoft оголосила, що Windows Phone 8 не буде доступна для існуючих телефонів, що працюють на Windows Phone 7.5 (у тому числі Lumia 610), оскільки її робота залежить від наявності певних технічних характеристик, наприклад: NFC, microSD, підтримка двоядерних процесорів, але їм будуть доступні деякі можливості нової операційної системи: багатозадачність, нові мапи, Internet Explorer 10, встановлений Skype, новий стартовий екран. Оновлення буде називатись Windows Phone 7.8 (Windows Phone 7 до Windows Phone 8).

## Огляд приладу
- Огляд Nokia Lumia 610 - самого доступного Windows смартфона на Новини Інформаційних Технологій (укр.)
- Огляд Nokia Lumia 610 [Архівовано 29 жовтня 2012 у Wayback Machine.] на CNET (англ.)
- Перше танго: огляд Nokia Lumia 610 (відео) [Архівовано 4 листопада 2012 у Wayback Machine.] на gagadget (рос.)

## Відео
1. Представлення Nokia Lumia 610 - підніміть радість [Архівовано 10 листопада 2012 у Wayback Machine.] від Nokia (англ.)
2. Огляд Nokia Lumia 610 [Архівовано 23 вересня 2012 у Wayback Machine.] від PhoneArena (англ.)
3. Огляд Nokia Lumia 610 від gagadget (рос.)